# Eddie (canción)
«Eddie» es una canción de la banda estadounidense de rock Red Hot Chili Peppers. Fue publicado el 23  de septiembre de 2022 como adelanto de su álbum de estudio Return of the Dream Canteen, lanzado el 14 de octubre de 2022.

## Antecedentes
«Eddie» se escribió como un tributo al guitarrista Eddie Van Halen, quien murió en 2020. Flea la concibió por primera vez el día después de su fallecimiento, según Anthony Kiedis.

## Interpretaciones en vivo
La canción hizo su debut en vivo el 9 de octubre de 2022 en el Festival Austin City Limits. Fue la primera canción de Return of the Dream Canteen en ser interpretada en vivo.

## Créditos
Red Hot Chili Peppers
- Anthony Kiedis – voz principal
- Flea – bajo eléctrico
- Chad Smith – batería
- John Frusciante – guitarras, coros

## Posicionamiento
| Gráfica (2022)                       | Pico de posición |
| ------------------------------------ | ---------------- |
| Japón (Billboard Japan Hot Overseas) | 15               |
| Nueva Zelanda (Recorded Music NZ)    | 18               |